# 펄 DBI
컴퓨팅에서 펄 DBI(펄 데이터베이스 인터페이스, Perl Database Interface)는 펄 프로그래밍 언어를 사용하는 프로그래머들이 자신들의 프로그램 안에 데이터베이스 통신을 임베드하는 표준화된 방식을 제공한다. CPAN의 최신 펄 DBI 모듈은 운영 체제 범위에서 실행이 가능하다.

## 역사
Tim Bunce는 1992년 다른 사람들과 협업하여 DBI를 지정하는 것을 시작했다. 2010년 기준으로 펄 커뮤니티는 오픈 소스 모델과 연계하여 CPAN 모듈로 DBI를 유지보수한다. DBD(데이터베이스 드라이버) 모듈들은 DBI의 플러그인 역할을 함으로써 프로그래머들이 데이터베이스와 거의 독립적인 SQL 코드를 자신의 응용 프로그램에 사용할 수 있게 한다. 또, 프로그래머들은 SQL을 작성할 필요 없이 데이터베이스와 더 독립적인 코드를 쓸 수 있도록 펄에 사용할 수 있는 객체 관계형 매퍼들 중 하나(예: DBIx::Class)를 이용하여 DBI와 DBD 모듈들을 간접적으로 사용할 수 있다.

## 기능
DBI와 DBD 펄 패키지들은 펄 프로그래머들이 표준화된 방식으로 수많은 데이터베이스 환경에 접근할 수 있게 한다. 시스템은 각각의 지원되는 데이터베이스 환경을 DBD 드라이버로 구현하며, 이는 마치 여러 업체의 하드웨어 장치들이 각기 다른 CPU 플랫폼에서 동작할 수 있는 것과 동일하다. DBD 사용자들은 인터넷으로부터 DBD 구현체를 다운로드할 수 있다. DBD 구현체들은 IBM DB2, 마이크로소프트 SQL 서버, 오라클 등의 사유 제품들과 SQLite, PostgreSQL, 파이어버드, MySQL 등의 자유 소프트웨어 데이터베이스를 위해 존재한다.

## 유사 프로젝트
PHP 5는 PDO(PHP 데이터 오브젝트)라는 이름의 비슷한 인터페이스가 있다. 자바의 JDBC 또한 유사하다.